# Władysław Jakubowski
Władysław Jakubowski herbu Topór (ur. 1857 w Lemieszówce pod Żytomierzem, zm. 3 grudnia 1943 w Warszawie) – polski inżynier komunikacji.

## Życiorys
Syn Leopolda Jakubowskiego h. Topór i Ottolii z Sawickich h. Nowina (zm. 1898). Uczestniczył przy budowie Kolei Transsyberyjskiej i odcinka Okołbajkalskiego. Na początku listopada 1918 otrzymał nominację na delegata Ministerstwa Komunikacji na obszar Generał-Gubernatorstwa Wojskowego w Warszawie. Następnie od 11 listopada 1918 do 31 maja 1922 pełnił funkcję prezesa Dyrekcji Kolei Państwowych w Warszawie. W 1934 został dyrektorem naczelnym Państwowej Fabryki Amunicji (PFA) w Skarżysku. Zasiadał w zarządzie głównym Stowarzyszenia Inżynierów i Techników Mechaników Polskich (1937/1938) i był prezesem oddziału SIMP w Skarżysku.
W uznaniu zasług, położonych na polu organizacji kolejnictwa w Rzeczypospolitej Polskiej, dekretem z 2 maja 1923 został odznaczony Krzyżem Komandorskim Orderu Odrodzenia Polski.
Zmarł 3 grudnia 1943 i został pochowany na cmentarzu Stare Powązki w Warszawie (kwatera 27-3-13).